# Mios
 Mios  es una comuna y población de Francia, en la región de Aquitania, departamento de Gironda, en el distrito de Arcachón y cantón de Audenge.

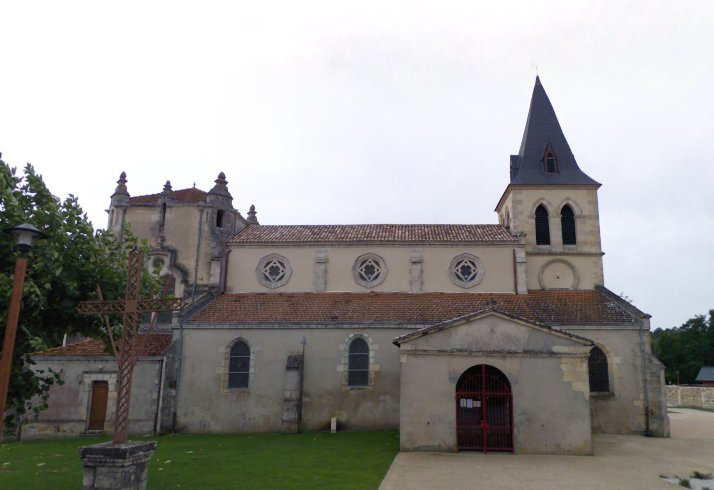
Iglesia de Mios.

Está integrada en la Communauté de communes du bassin d'Arcachon Nord Atlantique.

## Demografía
Su población en el censo de 1999 era de 4.620 habitantes.
| 2,309 | 2,396 | 2,437 | 2,457 | 2,446 | 2,977 | 3,786 | 4,620 | 8,300 |
| Para los censos de 1962 a 1999 la población legal corresponde a la población sin duplicidades (Fuente: INSEE [Consultar]) |       |       |       |       |       |       |       |       |

## Ciudades Hermanadas
- Val de San Vicente, Cantabria,  España